# Claudiu Eugen Ionescu
Claudiu Eugen Ionescu (nascut el 24 d'agost de 1959 a Constanţa), és un exjugador d'handbol romanès que va competir als Jocs Olímpics d'Estiu de 1980.
Fou membre de la selecció de Romania que va guanyar la medalla de bronze a l'olimpíada de Moscou 1980. Hi va jugar cinc partits com a porter.